# Llengües nigerocongoleses
Les llengües nigerocongoleses són la família lingüística la que agrupa més idiomes del món (més de 1.500), un 85% dels parlants de l'Àfrica. Es caracteritzen per usar un sistema ampli de classes nominals (excepte en mandé) i l'ús preponderant de prefixos per sobre del de sufixos. Aquestes llengües acostumen a ser tonals i tenen un complex sistema de flexió nominal. Alguns idiomes característics del grup són el wòlof, el ioruba i el suahili.
Si es demostra vàlid, seria la tercera família lingüística més gran del món per nombre de parlants nadius, amb uns 700 milions de persones el 2015. Dins del Níger-Congo, només les llengües bantus representaven 350 milions de persones, o la meitat de la població total de parlants de Níger-Congo. Les llengües del Níger-Congo més parlades pel nombre de nadius són el ioruba, l'igbo, el fula, el shona, el sesotho i el zulu. El més parlat pel nombre total de persones és el suahili, que s'utilitza com a llengua franca en parts de l'est i el sud-est d'Àfrica.

## Característiques comunes
Aquest quadre resumeix algunes de les característiques dels grups tradicionals que es distingeixen dins de les llengües nigerocongoleses:
|                     | Llengües atlàntiques | Llengües mande | Llengües voltaiques | Adamawa- Ubangi | Llengües kwa | Llengües bantus |
| ------------------- | -------------------- | -------------- | ------------------- | --------------- | ------------ | --------------- |
| Mutació inicial     | +                    | -              | -                   | -               | -            | -               |
| Llengües tonals     | -                    | (+)            | +                   | ?               | +            | +               |
| Classes nominals    | +                    | -              | +                   | +               | ?            | +               |
| Prefixos nominals   | +                    | -              | -                   | -               | +            | +               |
| Sufixos nominals    | +                    | +              | +                   | +               | -            | -               |
| Ordre sintàctic     | SVO                  | SOV            | SVO (SOV)           | SVO             | SVO          | SVO             |
| Preposicions        | +                    | (+)            | (+)                 | +               | +            | +               |
| Postposicions       | -                    | +              | +                   | -               | -            | -               |
| Conj. amb auxiliars | +                    | +              | ?                   |                 | +            | -               |
| Flexió verbal       | -                    | -              | +                   |                 | -            | +               |

La taula anterior s'ha construït sobre una evidència limitada:
- Per al grup atlàntic s'ha pres com a referència bàsicament el fulani i el wòlof.
- Per al grup mandé s'ha pres com a referència el soninké i el mandenkà (maninkà-bàmbara-julà).
- Per al grup benué-congo s'ha considerat bàsicament les característiques de les llengües bantus.
- Per als grups gur i adamawa-ubangi s'han considerat els comentaris generals de Puleyblank.[3]

### Fonologia
Les llengües níger-congo tenen una marcada tendència a tenir síl·labes obertes del tipus CV (consonant + vocal). L'estructura fonotàctica típica de l'antecessor comú es creu que podria haver estat CVCV, estructura que encara es manté en algunes llengües bantus, les llengües mandé i les llengües idjo (en algunes altres llengües els canvis fonètics han reduït aquesta estructura bàsica).
A més de l'absència de grups consonàntics, sovint les llengües níger-congo presenten l'aplec de consonants prenasalitzades /mb, nd, ŋg/. És freqüent en moltes llengües nigerocongoleses l'aparició d'harmonia vocàlica associada al tret fonològic de l'arrel de la llengua avançat (mentre que altres llengües amb harmonia vocàlica fora d'Àfrica solen basar aquesta harmonia en l'arrodoniment vocàlic).

### Morfologia
Les llengües nigerocongoleses són normalment llengües flexives amb una morfologia nominal complexa que sovint inclou gènere gramatical (classes nominals). No obstant això, alguns grups com el mandé no comparteixen gran part de la morfologia típica de la resta de llengües.
Els verbs generalment consten d'una arrel seguida d'un o més sufixos flexius. Els noms consisteixen en una arrel precedida d'un prefix que indica la classe nominal de la forma (C)V-.

## Història
El pioner en l'estudi de les llengües africanes fou el missioner alemany Sigismund Koelle, que el 1854 va estudiar les llengües atlàntiques mandé i gur. Els lingüistes alemanys Bleek, Meinhof, Lepsius i Westermann (s. XIX i XX) van tractar sobre les llengües bantus i es van revelar interrelacions amb altres llengües africanes.
Joseph Greenberg fou el primer a identificar els límits d'aquesta família: seguint Westermann, determinà que les llengües sudaneses no constituïen un grup vàlid, perquè les centrals i orientals formaven part de les llengües nilosaharianes; i les occidentals, les va denominar mandé (de mandinga). En relacionar les llengües mandé amb les bantus, va definir la família nigerocongolesa, que després en el seu llibre Languages of Africa relaciona amb les llengües kordofanianes en una família major que va denominar nigerokordofana. En un inici la majoria de lingüistes rebutjava aquestes teories, però després van ser la visió prevalent; no obstant això, les llengües kordofanianes encara no estan ben definides com a grup.
Si bé l'opinió majoritària entre els africanistes és que les llengües nigerocongoleses formen una unitat filogenètica vàlida, encara no s'ha pogut reconstruir la protollengua, i n'existeixen molts dubtes sobre la classificació interna. Alguns lingüistes reconeguts com R. M. W. Dixon no consideren que pugui afirmar-se que sigui una família correctament establerta, donada l'evidència disponible.

## Principals grups
Tot i que la unitat genètica definitiva del nucli del níger-congo és àmpliament acceptada, l'estructura interna no n'està ben establerta. Altres branques primàries poden incloure dogon, mandé, Ijo, katla i rashad. La connexió de les llengües mandé en concret no s'ha demostrat mai, i sense elles, no s'ha establert la validesa de la família níger-congo en el seu conjunt (a diferència de l'atlàntic-congo o una subfamília similar). Les branques i idiomes principals de la família de llengües níger-congo segons Williamson-Blench (2000) són els següents (les llengües van en cursiva):
- Llengües kordofanianes: al Sudan.[4]
- Llengües atlàntiques: inclou el wòlof, parlat al Senegal, i el fulani o fulfulde, al llarg del Sahel i el temné a Sierra Leona.[5]
- Llengües mandé: parlades a l'Àfrica Occidental; inclou la llengua principal, el mandenkà (bambara de Mali, el julà de Burkina Faso, etc.).[6]
- Llengües dogon: del poble dogon a Mali.
- Llengües ijoïdes: 10 milions de parlants al sud de Nigèria.
- Llengües volta-congo.[7]
  - Llengües kwa: inclou l'akan, parlat a Ghana i les llengües gbe, parlades a Ghana, Togo, Benín i Nigèria, de les quals l'ewe o efé i l'abbey són les més conegudes.
  - Llengües kru: parlades a l'Àfrica Occidental; inclouen el beté, el ñabwa i el dida.
  - Llengües adamawa-ubangi: inclou el sango, parlat a la República Centreafricana.
  - Llengües gur: parlades, entre altres llocs, a Costa d'Ivori, Togo, Burkina Faso i Mali.
  - Llengües benué-congo, com el ioruba i l'ibo o igbo, llengües parlades a Nigèria, o el bamum de Camerun.
    - Llengües bantus: un grup molt gran que inclou el suahili (també anomenat swahili o kiswahili).

El laal, el mpre (extint), el jalaa i el mbre (o pre) es consideren sovint nigerocongolesos, però no han estat classificats amb seguretat.
| Distribució de les llengües nigerocongoleses. | Distribució de les llengües nigerocongoleses. |
| Distribució de les llengües nigerocongoleses  |                                               |

## Nombre de parlants

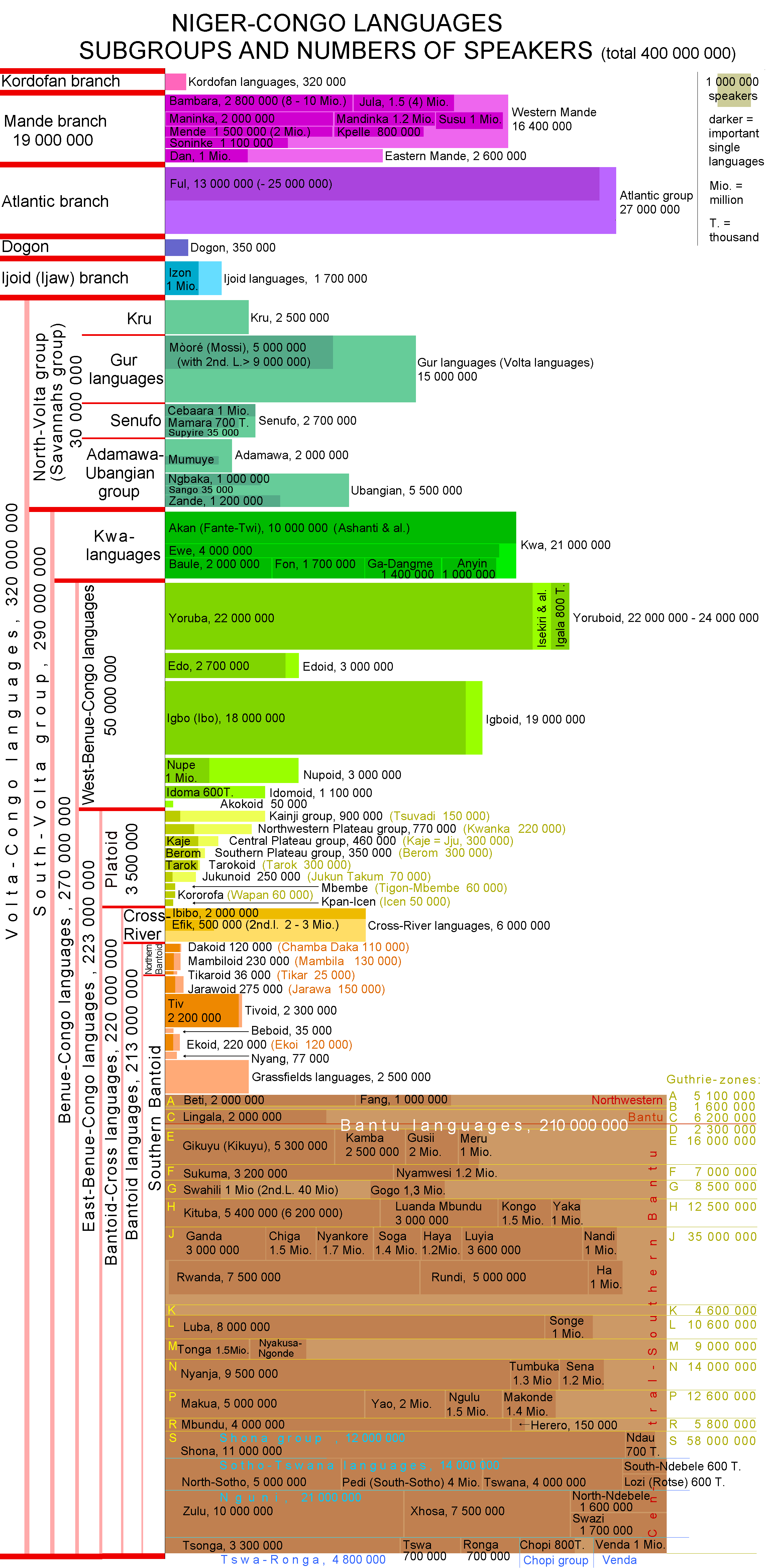
Subgrups i nombre de parlants de les llengües nigerocongoleses

## Relació amb altres llengües
Es va proposar el grup congosaharià relacionant les llengües niloticosaharianes amb les nigerocongoleses (Gregersen, 1972). Una altra proposta més actual (Blench, 1995-2006) planteja la macrofamília nigerosahariana, en què les llengües nigerocongoleses són simplement una branca de les niloticosaharianes relacionades amb les llengües sudaneses centrals. Tanmateix, aquestes teories encara són vistes amb reserva per la majoria de lingüistes.

### Bendor-Samuel 1989
Aquest arbre mostra les possibles relacions entre els grups nigerocongolesos, segons Bendor-Samuel (1989):
|  | \| \| Dogon \| \| \| \| \| \| Ijoide \| \| \| \| \| \| Volta-Congo \| \| \| \| |
|  |                                                                                |
|  | Atlàntic                                                                       |
|  |                                                                                |
|  | Dogon                                                                          |
|  |                                                                                |
|  | Ijoide                                                                         |
|  |                                                                                |
|  | Volta-Congo                                                                    |
|  |                                                                                |

|  | Dogon       |
|  |             |
|  | Ijoide      |
|  |             |
|  | Volta-Congo |
|  |             |

|  | \| \| Dogon \| \| \| \| \| \| Ijoide \| \| \| \| \| \| Volta-Congo \| \| \| \| |
|  |                                                                                |
|  | Atlàntic                                                                       |
|  |                                                                                |
|  | Dogon                                                                          |
|  |                                                                                |
|  | Ijoide                                                                         |
|  |                                                                                |
|  | Volta-Congo                                                                    |
|  |                                                                                |

|  | Dogon       |
|  |             |
|  | Ijoide      |
|  |             |
|  | Volta-Congo |
|  |             |

|  | \| \| Dogon \| \| \| \| \| \| Ijoide \| \| \| \| \| \| Volta-Congo \| \| \| \| |
|  |                                                                                |
|  | Atlàntic                                                                       |
|  |                                                                                |
|  | Dogon                                                                          |
|  |                                                                                |
|  | Ijoide                                                                         |
|  |                                                                                |
|  | Volta-Congo                                                                    |
|  |                                                                                |

|  | Dogon       |
|  |             |
|  | Ijoide      |
|  |             |
|  | Volta-Congo |
|  |             |

|  | \| \| Dogon \| \| \| \| \| \| Ijoide \| \| \| \| \| \| Volta-Congo \| \| \| \| |
|  |                                                                                |
|  | Atlàntic                                                                       |
|  |                                                                                |
|  | Dogon                                                                          |
|  |                                                                                |
|  | Ijoide                                                                         |
|  |                                                                                |
|  | Volta-Congo                                                                    |
|  |                                                                                |

|  | Dogon       |
|  |             |
|  | Ijoide      |
|  |             |
|  | Volta-Congo |
|  |             |